# Cantón de Clères
El cantón de Clères era una división administrativa francesa, que estaba situada en el departamento de Sena Marítimo y la región de Alta Normandía.

## Composición
El cantón estaba formado por veintidós comunas:
- Anceaumeville
- Authieux-Ratiéville
- Bosc-Guérard-Saint-Adrien
- Cailly
- Claville-Motteville
- Clères
- Eslettes
- Esteville
- Fontaine-le-Bourg
- Frichemesnil
- Grugny
- La Houssaye-Béranger
- La Rue-Saint-Pierre
- Le Bocasse
- Mont-Cauvaire
- Montville
- Quincampoix
- Saint-André-sur-Cailly
- Saint-Georges-sur-Fontaine
- Saint-Germain-sous-Cailly
- Sierville
- Yquebeuf

## Supresión del cantón de Clères
En aplicación del Decreto n.º 2014-266 de 27 de febrero de 2014, el cantón de Clères fue suprimido el 22 de marzo de 2015 y sus 22 comunas pasaron a formar parte; dieciséis del nuevo cantón de Bois-Guillaume, cinco del nuevo cantón de Le Mesnil-Esnard y una del nuevo cantón de Notre-Dame-de-Bondeville.